# 北極諸島

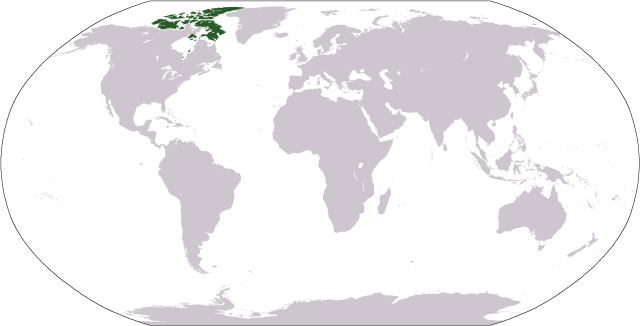
北極諸島の位置

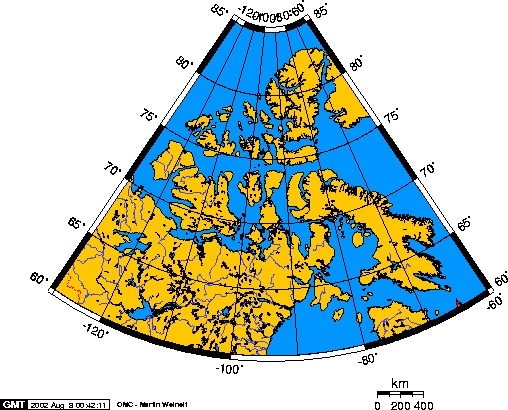
北極諸島の広がり

北極諸島（ほっきょくしょとう、Arctic Archipelago / Canadian Arctic Archipelago）は、北アメリカ大陸（カナダ本土）北方の北極圏に位置する諸島である。北アメリカの北端にあたる。
北極諸島の面積は1,424,500km2で、島の総数は36,563であり、ほとんどはヌナブト準州に、一部はノースウエスト準州に属する。南北2,400kmにわたり広がり、カナダ本土からエルズミーア島最北端のコロンビア岬までの距離は1,900kmになる。西はボフォート海、北は北極海、東はグリーンランド・バフィン湾・デービス海峡、南はハドソン湾とカナダ本土を境界とする。諸島を構成する島々を隔てる海峡は、大西洋と太平洋を結ぶ「北西航路」を構成する。北極諸島に向かい、南のカナダ本土からブーシア半島とメルヴィル半島の二つの大きな半島が伸びている。
北極諸島は、バイカウントメルビル海峡やランカスター海峡の北にあるクイーンエリザベス諸島、およびバフィン島、サマーセット島、プリンスオブウェールズ島、ビクトリア島、バンクス島などからなる。36,563の島のうち面積が130km2を超える大きな島は94で、うち世界の大きな島の10位以内に入る島が3つ含まれる（バフィン、ビクトリア、エルズミーア）。気候は寒帯で、地表は氷雪地帯となる内陸の山岳部を除いてはツンドラである。島のほとんどは無人島であり、わずかに存在する集落は互いに離れており人口は非常に少ない。ほとんどは沿海部にあるイヌイットの集落である。

## 領土・領海問題
イギリスは、1570年代のマーティン・フロビッシャーによる探検を根拠に北極諸島への領有権を主張してきた。1870年にルパート・ランドの獲得によってカナダの主権は北極諸島の南部に及んだが、この時カナダが得たのはフォックス湾・ハドソン湾・ハドソン海峡に注ぐ流域のみであり、1880年に北極諸島の残りもイギリスからカナダに移された。1895年に北極諸島の大部分を含む範囲が「フランクリン地区」として区分され、ノースウエスト準州に属することになったが、1999年のヌナヴト準州創設に伴いフランクリン地区は廃止された。
北極諸島のすぐ北にある北極点周辺の海域は、カナダを含む各国が海底資源などをめぐって排他的経済水域を主張しているが、これらの主張は一般的には認められていない。さらに、カナダは北極諸島内の北西航路を構成する海峡をすべて内水であるため領海であるとしているが、アメリカなど北西航路に関係する諸国は国際海峡だと主張している。北西航路の問題は、漁業権や資源開発や環境保護などカナダの国益とも関わりがあり、外交問題になりつつある。なお、エルズミーア島とグリーンランドの間のネアズ海峡にあるハンス島をめぐってはカナダとデンマークとの間で係争が起きていたが、こちらは2022年に島を二分割して島内に陸上国境を引く事で解決している。

## 主な島

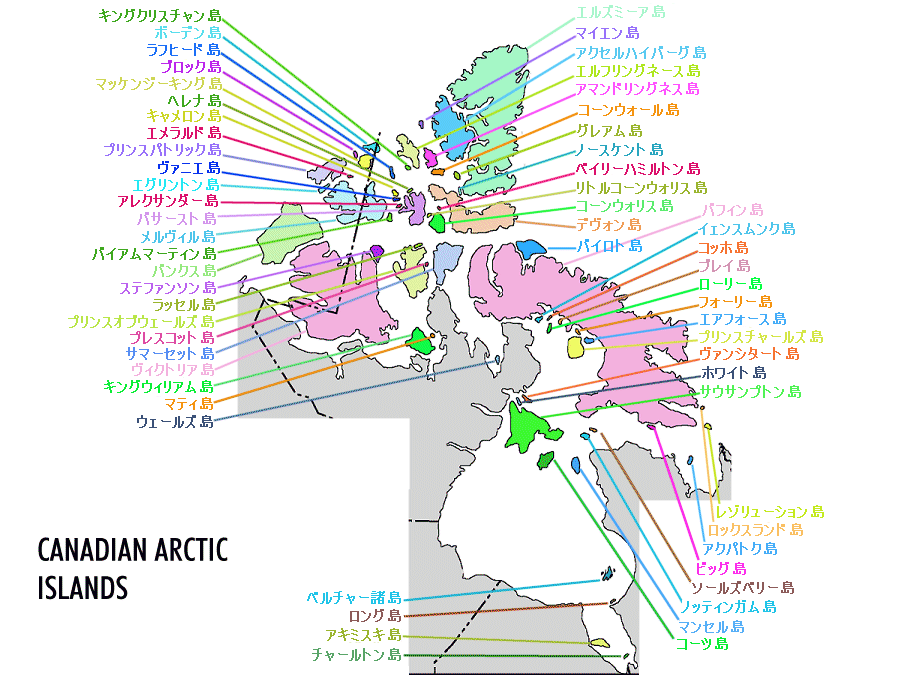
カナダの北極諸島

面積10,000km2を超える島は以下のとおりである。
| 名称                     | 所属*  | 面積 (km2) | 面積順位 | 面積順位 | 人口 (2021年) |
| 名称                     | 所属*  | 面積 (km2) | 世界     | カナダ   | 人口 (2021年) |
| ------------------------ | ------ | ---------- | -------- | -------- | ------------- |
| バフィン島               | NU     | 507,451    | 5        | 1        | 13,039        |
| ビクトリア島             | NT, NU | 217,291    | 9        | 2        | 2,168         |
| エルズミーア島           | NU     | 196,236    | 10       | 3        | 144           |
| バンクス島               | NT     | 70,028     | 24       | 5        | 104           |
| デヴォン島               | NU     | 55,247     | 27       | 6        | 0             |
| アクセルハイバーグ島     | NU     | 43,178     | 32       | 7        | 0             |
| メルヴィル島             | NT, NU | 42,149     | 33       | 8        | 0             |
| サウサンプトン島         | NU     | 41,214     | 34       | 9        | 1,038         |
| プリンスオブウェールズ島 | NU     | 33,339     | 40       | 10       | 0             |
| サマーセット島           | NU     | 24,786     | 46       | 12       | 0             |
| バサースト島             | NU     | 16,042     | 54       | 13       | 0             |
| プリンスパトリック島     | NT     | 15,848     | 55       | 14       | 0             |
| キングウィリアム島       | NU     | 13,111     | 61       | 15       | 1,349         |
| エルフリングネース島     | NU     | 11,295     | 69       | 16       | 0             |
| バイロト島               | NU     | 11,067     | 72       | 17       | 0             |

* NT = ノースウエスト準州, NU = ヌナブト準州
| - アキミスキ島 - アクセルハイバーグ島 - アクパトク島 - アマンドリングネス島 - アレクサンダー島 - イェンスムンク島 - ヴァニエ島 - ヴィクトリア島 - ウェールズ島 - エアフォース島 - エグリントン島 - エメラルド島 - エルズミーア島 - エルフリングネース島 - オタワ諸島 - キャメロン島 - キングウィリアム島 - キングクリスチャン島 - キングジョージ諸島 - グレアム島 - コーツ島 - コーンウォール島 - コーンウォリス島 - コッホ島 - サウサンプトン島 - サマーセット島 - スティーブンズ島 - ステファンソン島 - スミス島 - スリーパー諸島 - ソールズベリー島 - チャールトン島 - デヴォン島 | - ノースケント島 - ノッティンガム島 - バイアムマーティン島 - バイロト島 - バサースト島 - バフィン島 - バンクス島 - バンシタート島 - ピッグ島 - フォーリー島 - プリンスオブウェールズ島 - プリンスチャールズ島 - プリンスパトリック島 - ブレイ島 - プレスコット島 - ブロック島 - ベイリーハミルトン島 - ベルチャー諸島 - ヘレナ島 - ボーデン島 - ホワイト島 - マイエン島 - マッケンジーキング島 - マティ島 - マンセル島 - メルヴィル島 - ラッセル島 - ラフヒード島 - リトルコーンウォリス島 - レゾリューション島 - ローリー島 - ロックスランド島 - ロング島 |